# Goshen (miasto w stanie Nowy Jork)
Goshen – miasto w Stanach Zjednoczonych, w stanie Nowy Jork, w hrabstwie Orange.